# Scottville, Illinois
Scottville är en ort (village) i Macoupin County i Illinois. Vid 2020 års folkräkning hade Scottville 93 invånare.